# (5902) Talima
(5902) Talima est un astéroïde de la ceinture principale.

## Description
(5902) Talima est un astéroïde de la ceinture principale. Il fut découvert le 27 août 1987 à Naoutchnyï par Lioudmila Karatchkina. Il présente une orbite caractérisée par un demi-grand axe de 3,00 UA, une excentricité de 0,12 et une inclinaison de 11,2° par rapport à l'écliptique.

## Compléments